# Liste der Monuments historiques in Arbent
Die Liste der Monuments historiques in Arbent führt die Monuments historiques in der französischen Gemeinde Arbent auf.

## Liste der Bauwerke
| Bezeichnung       | Beschreibung              | Standort | Kennzeichnung | Schutzstatus | Datum | Bild           |
| ----------------- | ------------------------- | -------- | ------------- | ------------ | ----- | -------------- |
| Kirche St-Laurent | Erbaut im 15. Jahrhundert | (Lage)   | PA00116293    | Inscrit      | 1988  | weitere Bilder |

## Liste der Objekte
- Monuments historiques (Objekte) in Arbent in der Base Palissy des französischen Kultusministeriums